# Шлібен
Шлібен (нім. Schlieben) — громада в Німеччині, розташована в землі Бранденбург. Входить до складу району Ельба-Ельстер. Центр об'єднання громад Шлібен.
Площа — 78,22 км2. Населення становить 2420 ос. (станом на 31 грудня 2020).